# NGC 1240
NGC 1240 – prawdopodobnie gwiazda podwójna znajdująca się w gwiazdozbiorze Barana. Obiekt ten zaobserwował William Herschel 12 września 1784 roku i umieścił w swoim katalogu obiektów mgławicowych, choć wyraził też przypuszczenie, że może to być gwiazda podwójna. Identyfikacja obiektu nie jest pewna, gdyż w pozycji podanej przez Herschela nie ma nic odpowiadającego opisowi; gwiazda podwójna powszechnie uznawana za NGC 1240 znajduje się 7 minut kątowych na południowy wschód od tej pozycji.